# 茅利塔尼亞罕䲁
茅利塔尼亞罕䲁（學名：Spaniblennius riodourensis），為輻鰭魚綱鳚形目䲁科罕䲁屬的一種，分布於東大西洋摩洛哥至茅利塔尼亞海域，深度17至30公尺，體長可達5.1公分，棲息在沿海水淺區，雌魚產附著性卵，雄魚有護卵行為，幼魚為浮游性，生活習性不明。